# Brécey
Brécey är en kommun i departementet Manche i regionen Normandie i norra Frankrike. Kommunen ligger i kantonen Brécey som tillhör arrondissementet Avranches. År 2022 hade Brécey 2 166 invånare.

## Befolkningsutveckling
Antalet invånare i kommunen Brécey
| Referens: INSEE |